# Мединська сура
Мединські сури — сури Корану, які були розкриті після міграції Посланця до Медіни приблизно в 623 році. Мусульманська громада стає все більшою і розвиненішою, на відміну від їхньої позиції раніше в Мецці.
Ці сури часто довші за мекканські сури.

## Характеристика мединських сур
Мединські сури - це сури, які мають такі характеристики: 
1. Дискусія щодо людей Писання
2. Деталі ісламської юриспруденції, правової системи, а також законів, що регулюють сім'ю, грошові операції, міжнародне право та дії поклоніння.  
3. Згадка про лицемірів і лицемірство (Munafiq)
4. Згадка про Джихад (Jihad) 
5. Вірші, які починаються на слово يأيها الذين آمنوا "о ви, які увірували". 
6. Довгі вірші 
7. Легкий словниковий запас

## Хронологічний порядок мединських сур
2, 8, 3, 33, 60, 4, 99, 57, 47, 13, 55, 76, 65, 98, 59, 24, 22, 63, 58, 49, 66, 64, 61, 62, 48, 5, 9, 110.